# Adam McArthur
Adam McArthur es un actor y artista marcial estadounidense. Es conocido por ser la voz de Marco Díaz en la caricatura de Disney XD, Star vs. the Forces of Evil. Además ha prestado voces en otras series animadas y en comerciales de televisión estadounidenses. En el terreno de las artes marciales, se especializa en kung fu y ha sido campeón en varios torneos, además ha aparecido en varios documentales emitidos por PBS.

## Filmografía
| Live-action | Live-action                     | Live-action              | Live-action                                     |
| Año         | Título                          | Papel                    | Notas                                           |
| ----------- | ------------------------------- | ------------------------ | ----------------------------------------------- |
| 2004        | Motocross Kids                  | Reportero                |                                                 |
| 2004        | Jack & Bobby                    | The Track Guy            | Ep. 9: "Chess Lessons")                         |
| 2006        | Kung Fu: Journey to the East    | El mismo                 | Documental                                      |
| 2009        | El Dorado                       | Jack Thompson            |                                                 |
| 2010        | Scooby-Doo! Spooky Camp Stories | Consejero Cooper         |                                                 |
| 2014        | Shaolin Kung Fu Monks           | El mismo                 | Documental                                      |
| 2015        | The Scripted Life               | Carl                     | Comercial de televisión                         |
| Animación   |                                 |                          |                                                 |
| Año         | Tirulo                          | Papel                    | Notas                                           |
| 2002        | Phantom Investigators           | Max                      | Ep. 11: "Ghosts on Film"                        |
| 2011        | The LeBrons                     | Erik                     |                                                 |
| 2011        | Star Wars: The Clone Wars       | Mon Cala Prince Lee-Char | Eps.: "Prisoners" y "Water War"/"Gungan Attack" |
| 2015        | The Adventures of Puss in Boots | Chad                     | Ep. 3: "Brothers"                               |
| 2015        | Krampus                         |                          |                                                 |
| 2015–2019   | Star vs. the Forces of Evil     | Marco Diaz               |                                                 |
| 2019        | Too Loud                        | Hilarious Larry          |                                                 |
| 2019-2020   | Ollie & Scoops                  | Rudy                     |                                                 |
| Anime       |                                 |                          |                                                 |
| Año         | Tirulo                          | Papel                    | Notas                                           |
| 2020        | Jujutsu Kaisen                  | Yuji Itadori             |                                                 |
| Videojuegos |                                 |                          |                                                 |
| Año         | Tirulo                          | Papel                    | Notas                                           |
| 2015        | Final Fantasy Type-0 HD         | Joker                    |                                                 |
| 2018        | Far Cry 5                       |                          |                                                 |
| 2018        | Shadow of the Tomb Raider       |                          |                                                 |
| 2019        | Mortal Kombat 11                |                          |                                                 |